# Cotton Eye Joe (bài hát của Rednex)
"Cotton Eye Joe" là một bài hát của nhóm nhạc Thụy Điển Rednex nằm trong album phòng thu đầu tay của họ, Sex & Violins (1994). Nó được phát hành vào ngày 12 tháng 8 năm 1994 như là đĩa đơn đầu tiên trích từ album, đồng thời là đĩa đơn đầu tay trong sự nghiệp của nhóm bởi Internal Affairs cũng như Battery Records và ZYX Music ở nhiều thị trường khác nhau. Bài hát được viết lời bởi những người đồng sáng lập Rednex là Janne Ericsson và Örjan Öban Öberg với Pat Reiniz, thành viên của nhóm nhạc cũng như chịu trách nhiệm sản xuất nó dựa trên đoạn nhạc mẫu từ bản dân ca truyền thống Mỹ "Cotton-Eyed Joe". Đây là một bản techno quen thuộc của nhóm kết hợp với nhiều nhạc cụ truyền thống của Mỹ như băng cầm và vĩ cầm mang nội dung đề cập đến hành trình của chàng trai "Cotton Eye Joe" đến một thị trấn để quyến rũ và thao túng tất cả những người phụ nữ.
Sau khi phát hành, "Cotton Eye Joe" nhận được những phản ứng tích cực từ các nhà phê bình âm nhạc, trong đó họ đánh giá cao giai điệu bắt tai cũng như quá trình sản xuất của nó. Bài hát cũng lọt vào danh sách những bản Dance thành công nhất thập niên lẫn mọi thời đại bởi MTV Dance và Paste, nhưng cũng được tạp chí Blender xếp ở vị trí thứ 38 trong danh sách "50 Bài hát tệ nhất mọi thời đại". Tuy nhiên, nó đã gặt hái những thành công vượt trội về mặt thương mại, đứng đầu các bảng xếp hạng ở Áo, Bỉ, Đan Mạch, Phần Lan, Đức, Hà Lan, New Zealand, Na Uy, Thụy Điển, Thụy Sĩ và Vương quốc Anh, và lọt vào top 10 ở hầu hết những quốc gia nó xuất hiện, bao gồm nhiều thị trường lớn như Úc, Pháp và Tây Ban Nha. Thị trường đạt vị trí thấp nhất của "Cotton Eye Joe" là ở Hoa Kỳ, nơi nó chỉ đạt vị trí thứ 25 trên bảng xếp hạng Billboard Hot 100, trở thành đĩa đơn đầu tiên và duy nhất của nhóm lọt vào bảng xếp hạng.
Video ca nhạc cho "Cotton Eye Joe" được đạo diễn bởi Stefan Berg, trong đó bao gồm những cảnh Rednex trình diễn bài hát trong một nông trại với nhiều khán giả vây quanh, bên cạnh những hình ảnh mọi người vui chơi tiệc tùng tại đây. Để quảng bá bài hát, nhóm đã trình diễn nó trên nhiều chương trình truyền hình và lễ trao giải lớn, bao gồm Bravo Super Show và Top Of The Pops. Được ghi nhận là bài hát thương hiệu của Rednex, "Cotton Eye Joe" đã trở thành một bài hát quen thuộc trong nhiều sự kiện thể thao bởi giai điệu vui nhộn của nó, và thường được phát vào giữa hiệp để người hâm mộ nhảy múa. Năm 2002, bài hát được phối lại như là một bản Dance và phát hành trong album tuyển tập của Rednex, The Best of the West (2002) bên cạnh một video ca nhạc mới được đạo diễn bởi Patric Ullaeus, và lọt vào top 40 ở Áo.

## Danh sách bài hát
Đĩa CD maxi tại châu Âu và CD tại Anh quốc
1. "Cotton Eye Joe" - 3:20
2. "Cotton Eye Joe" (Madcow phối) - 4:46
3. "Cotton Eye Joe" (Madcow không lời) - 4:46
4. "Cotton Eye Joe" (Overworked phối) - 6:20
5. "Cotton Eye Joe" (không lời) - 3:08

Đĩa CD maxi tại châu Âu và CD tại Anh quốc
1. "Cotton Eye Joe" - 3:20
2. "Cotton Eye Joe" (Madcow phối) - 4:46
3. "Cotton Eye Joe" (Armand's Dosey-Doe phối) - 5:04
4. "Cotton Eye Joe" (Overworked phối) - 6:20
5. "Cotton Eye Joe" (Armand's Funky Trance phối) - 10:21
6. "Cotton Eye Joe" (Slide To The Side phối) - 4:22

## Xếp hạng
| Bảng xếp hạng (1994-95)             | Vị trí cao nhất |
| ----------------------------------- | --------------- |
| Úc (ARIA)                           | 8               |
| Áo (Ö3 Austria Top 40)              | 1               |
| Bỉ (Ultratop 50 Flanders)           | 1               |
| Canada (RPM)                        | 18              |
| Canada Dance (RPM)                  | 1               |
| Đan Mạch (Tracklisten)              | 1               |
| Châu Âu (Eurochart Hot 100 Singles) | 1               |
| Phần Lan (Suomen virallinen lista)  | 1               |
| Pháp (SNEP)                         | 10              |
| Đức (Official German Charts)        | 1               |
| Ireland (IRMA)                      | 2               |
| Hà Lan (Dutch Top 40)               | 1               |
| Hà Lan (Single Top 100)             | 1               |
| New Zealand (Recorded Music NZ)     | 1               |
| Na Uy (VG-lista)                    | 1               |
| Scotland (OCC)                      | 1               |
| Tây Ban Nha (AFYVE)                 | 8               |
| Thụy Điển (Sverigetopplistan)       | 1               |
| Thụy Sĩ (Schweizer Hitparade)       | 1               |
| Anh Quốc (OCC)                      | 1               |
| Hoa Kỳ Billboard Hot 100            | 25              |
| Hoa Kỳ Dance Club Songs (Billboard) | 5               |
| Hoa Kỳ Pop Airplay (Billboard)      | 30              |

| Bảng xếp hạng (1994)                 | Vị trí |
| ------------------------------------ | ------ |
| Austria (Ö3 Austria Top 40)          | 7      |
| Belgium (Ultratop 50 Flanders)       | 7      |
| Denmark (Tracklisten)                | 26     |
| Europe (European Hot 100 Singles)    | 21     |
| Germany (Official German Charts)     | 4      |
| Netherlands (Dutch Top 40)           | 9      |
| Netherlands (Single Top 100)         | 9      |
| Norway Autumn Period (VG-lista)      | 1      |
| Sweden (Sverigetopplistan)           | 1      |
| UK Singles (Official Charts Company) | 45     |
| Bảng xếp hạng (1995)                 | Vị trí |
| Australia (ARIA)                     | 34     |
| Austria (Ö3 Austria Top 40)          | 10     |
| Belgium (Ultratop 50 Wallonia)       | 66     |
| Canada Dance (RPM)                   | 13     |
| Denmark (Tracklisten)                | 17     |
| Europe (European Hot 100 Singles)    | 11     |
| France (SNEP)                        | 50     |
| Germany (Official German Charts)     | 13     |
| New Zealand (Recorded Music NZ)      | 5      |
| Norway Winter Period (VG-lista)      | 9      |
| Switzerland (Schweizer Hitparade)    | 10     |
| UK Singles (Official Charts Company) | 16     |
| US Billboard Hot 100                 | 93     |

| Bảng xếp hạng (1990–99)              | Vị trí |
| ------------------------------------ | ------ |
| Austria (Ö3 Austria Top 40)          | 14     |
| Belgium (Ultratop 50 Flanders)       | 24     |
| Netherlands (Dutch Top 40)           | 98     |
| UK Singles (Official Charts Company) | 54     |

## Chứng nhận
| Quốc gia                                                                           | Chứng nhận  | Số đơn vị/doanh số chứng nhận |
| ---------------------------------------------------------------------------------- | ----------- | ----------------------------- |
| Úc (ARIA)                                                                          | Vàng        | 35.000^                       |
| Áo (IFPI Áo)                                                                       | Bạch kim    | 50.000*                       |
| Đức (BVMI)                                                                         | 2× Bạch kim | 1.000.000^                    |
| Hà Lan (NVPI)                                                                      | Vàng        | 50.000^                       |
| New Zealand (RMNZ)                                                                 | Bạch kim    | 15.000*                       |
| Na Uy (IFPI)                                                                       | 2× Bạch kim | 100,000*                      |
| Thụy Điển (GLF)                                                                    | Bạch kim    | 50.000^                       |
| Thụy Sĩ (IFPI)                                                                     | Bạch kim    | 50.000^                       |
| Anh Quốc (BPI)                                                                     | Bạch kim    | 650,000                       |
| Hoa Kỳ (RIAA)                                                                      | Vàng        | 500.000^                      |
| * Chứng nhận dựa theo doanh số tiêu thụ. ^ Chứng nhận dựa theo doanh số nhập hàng. |             |                               |